# Nadlice
Nadlice jsou obec na Slovensku v okrese Partizánske v Trenčínském kraji. Leží ve střední části Nitranské pahorkatiny. Obcí protéká řeka Bebrava. Žije zde 594 obyvatel.
Území obce bylo osídleno již v mladší době kamenné. První písemná zmínka o vesnici je z roku 1113. V obci stojí římskokatolický kostel Neposkvrněného početí Panny Marie z roku 1880, postavený na místě staršího kostela.